# Elimination Chamber (2015)
Elimination Chamber (2015) — щорічне pay-per-view шоу «Elimination Chamber», що проводиться федерацією реслінгу WWE. Шоу відбулося 31 травня 2015 року у American Bank Center в місті Корпус-Крісті, штат Техас, США. Це було шосте шоу в історії Elimination Chamber. Шість матчів відбулися під час шоу та ще один перед показом.